# VESTIGE -刃に残るは君の面影-
『VESTIGE -刃に残るは君の面影-』（ヴェスティージ やいばにのこるはきみのおもかげ）は、ALcotハニカムより2010年7月30日に発売された18禁恋愛アドベンチャーゲームである。
本作は、「愛とは何か」をテーマとした、和風伝奇アドベンチャーゲームである。

## ストーリー
クロこと主人公・三原 九郎（みはら くろう）は、ある日姉である静が学校の屋上から落下する様子を目撃する。
静は軽傷で済んだものの、事故であることを強調するため、クロは少しいぶかみつつも姉の無事を喜んだ。
数日後、クロは同級生の若葉から静の転落が事故ではないことを知らされる。
実は、彼の身体には不老不死の霊薬「変若水」（おちみず）が宿っており、静はそれを突け狙う妖魔から彼を守ろうとして転落したのだった。
クロはその事実に衝撃を受けるも、自らを守ってくれた姉を守るべく、仲間たちとともに妖魔にいどむのであった。

## 登場人物
三原 九郎
本作の主人公。
三原 静（みはら しず）
声：まきいづみ
九郎の一歳違いの姉。
河野 瑠璃（こうの るり）
声：倉田まりや
九郎と静の幼なじみ。
姫（ひめ）
声：桃井いちご
ふらりと九郎の前に現れる謎の少女。
平塚 若葉（ひらつか わかば）
声：小倉結衣
九郎のクラスメイト。
西園寺（さいおんじ）
声：一条和矢
九郎に宿る＜変若水＞を付け狙う妖の一人。
クニミツ
声：角川竜二
九郎に宿る＜変若水＞を付け狙う妖の一人。

## 主題歌
OP「刃に残るは君の面影」
歌：Rita
ED「dear」
歌・作詞：中瀬ひな